# Tankcsapda
Tankcsapda ist eine dreiköpfige Rockband aus Ungarn. Sie gelten als beliebteste ungarische Rockband und zählen mit 17 Nummer-eins-Alben und über 40 Platinschallplatten zu den erfolgreichsten ungarischen Musikern.

## Geschichte
Gegründet wurde Tankcsapda 1989 in Debrecen. Kopf der Band ist Sänger und Songschreiber Lukács László. Die Band begann als Punkband. Ihr Debütalbum Punk & Roll fand aber in ihrem zweiten Jahr noch wenig Beachtung. Die Band entwickelte sich mit der Zeit weiter in Richtung Hard Rock und Heavy Metal. Das zweite Album A legjobb méreg war schon erfolgreicher, aber der Durchbruch kam erst, nachdem Molnár Levente als Gitarrist und zweiter Sänger zur Band gekommen war. Das dritte Album Jönnek a férgek stieg 1994 auf Platz 14 der ungarischen Charts ein und hielt sich mehrere Wochen. Danach brachte es eine Wiederveröffentlichung der ersten beiden Alben als Doppel-CD ebenfalls auf Platz 14.
Mit Az ember tervez ging es 1995 dann erstmals in höhere Chartregionen, das Album erreichte Platz 3 und sie bekamen ihre erste Goldauszeichnung. Mit dem Livealbum Eleven schafften sie es 1996 erstmals an die Chartspitze. Bei den Fans und Musikkäufern gehörten sie von da an zu den erfolgreichsten Bands, in der ungarischen Ausgabe des Metal Hammer wurden sie 1996 erstmals zur beliebtesten Rockband gewählt und danach regelmäßig bestätigt. Die nächsten beiden Studioalben erreichten wieder Topplatzierungen.
Zur Jahrtausendwende übernahm Tamás Fejes das Schlagzeug. Das Album Agyarország war 2001 das dritte Nummer-eins-Album von Tankcsapda und brachte ihnen 2001 die „Goldene Giraffe“, den nationalen Musikpreis, in der Rockalbum-Kategorie. Es ist das erste Album, das Platinstatus erreichte. Mit Élni vagy égni holten sie zwei Jahre später nicht nur die zweite „Giraffe“ und wieder Platin, es gab auch noch weitere Auszeichnungen unter anderem vom Fernsehsender VIVA, und vom Urheberrechtsverband Artisjus bekam Bandkopf Lukács László die Auszeichnung als bester Liedtexter. Der Song Örökké tart erhielt die Auszeichnung als ungarisches Lied des Jahres. 2004 veröffentlichte die Band zum 15-jährigen Jubiläum nicht nur ein erfolgreiches Best-of-Album, sondern auch die Bandbiografie TANKönyv, die mit 10.000 verkauften Exemplaren zum Bestseller wurde. Dazu stellten sie immer wieder Zuschauerrekorde auf, in Debrecen übertrafen sie mit 10.000 Zuschauern in der Halle die Zahl von Iron Maiden und beim Sziget-Festival in Budapest hatten sie im August 2005 mehr als 50.000 Zuschauer.
Zwei weitere Nummer-eins-Alben veröffentlichte das Trio, dann verließ 2012 Levente die Band und Gábor Sidlovics kam als neuer Gitarrist. Damit begann die erfolgreichste Zeit der Band. Mit Rockmafia Debrecen erlebten sie im selben Jahr noch einmal eine Steigerung, das Album wurde mit 5-fach-Platin ausgezeichnet. Urai vagyunk a helyzetnek erhielt 2014 noch eine Platinauszeichnung mehr. Und 2018 kam Dolgozzátok fel! sogar auf acht Platinschallplatten. Das Album besteht aus zwei CDs, auf denen Tankcsapda Lieder anderer Interpreten covern und andere Interpreten Tankcsapda-Lieder covern. Vor dem 30-jährigen Jubiläum veröffentlichte die Band 2018 drei CDs mit Liedern aus drei verschiedenen Abschnitten der Bandgeschichte. Sie belegten nach Erscheinen die ersten drei Plätze der Albumcharts. Liliput Hollywood war 2019 das 14. Studioalbum und das 17. Nummer-eins-Album der Band.

## Diskografie

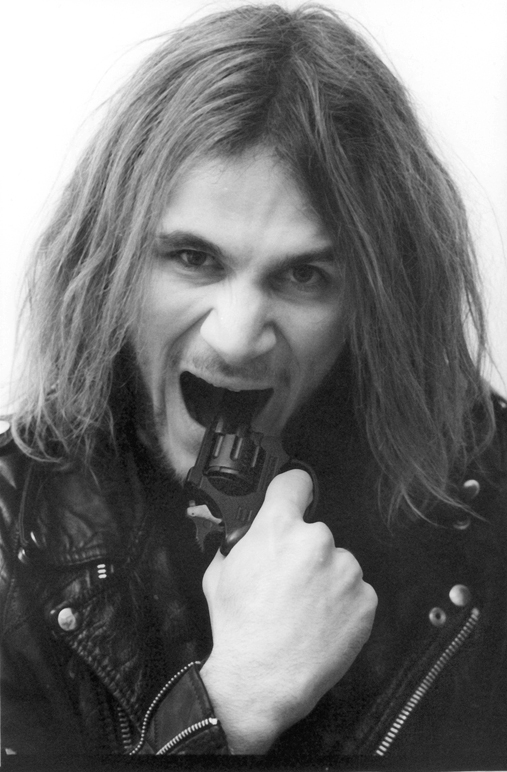
Pressefoto von Lukács László, 2015

### Alben
| Jahr | Titel                                          | Höchstplatzierung, Gesamtwochen, AuszeichnungChartsChartplatzierungen (Jahr, Titel, Platzierungen, Wochen, Auszeichnungen, Anmerkungen) | Anmerkungen                                                                                    |
| Jahr | Titel                                          | HU | Anmerkungen                                                                                    |
| ---- | ---------------------------------------------- | --- | ---------------------------------------------------------------------------------------------- |
| 1994 | Jönnek a férgek                                | HU3 Gold · (119 Wo.)HU | Charteintritt: 28. Februar 1994 auf Platz 14 Höchstplatzierung erst 2013                       |
| 1994 | A legjobb méreg / Punk & Roll                  | HU14 (8 Wo.)HU | Wiederveröffentlichung der ersten beiden Alben als Doppelalbum Charteintritt: 10. Oktober 1994 |
| 1995 | Az ember tervez                                | HU3 Gold · (149 Wo.)HU | Charteintritt: 28. August 1995                                                                 |
| 1996 | Eleven                                         | HU1 (10 Wo.)HU | Livealbum Charteintritt: 29. April 1996                                                        |
| 1997 | Connektor 567                                  | HU1 Gold · (47 Wo.)HU | Charteintritt: 8. September 1997                                                               |
| 1999 | Ha zajt akartok!                               | HU2 Gold · (51 Wo.)HU | Charteintritt: 22. Februar 1999                                                                |
| 1999 | Tankológia                                     | HU7 Gold · (55 Wo.)HU | Kompilation bis dahin unveröffentlichter Songs Charteintritt: 29. November 1999                |
| 2001 | Agyarország                                    | HU1 Platin · (165 Wo.)HU | Charteintritt: 26. März 2001                                                                   |
| 2002 | Baj van!!                                      | HU3 Platin · (52 Wo.)HU | Neuaufnahme des Demos von 1989 mit Bonusmaterial Charteintritt: 4. Februar 2002                |
| 2003 | Élni vagy égni                                 | HU1 Platin · (171 Wo.)HU | Charteintritt: 29. September 2003                                                              |
| 2004 | A legjobb mérgek - Best of 1989-2004           | HU3 Platin · (59 Wo.)HU | Best-of-Album Charteintritt: 1. November 2004                                                  |
| 2006 | Mindenki vár valamit                           | HU1 Platin · (158 Wo.)HU | Charteintritt: 24. April 2006                                                                  |
| 2007 | Elektromágnes                                  | HU3 Gold · (22 Wo.)HU | Livealbum Charteintritt: 5. November 2007                                                      |
| 2009 | Minden jót                                     | HU1 Platin · (68 Wo.)HU | Charteintritt: 12. Oktober 2009                                                                |
| 2012 | Rockmafia Debrecen                             | HU1 ×5Fünffachplatin · (98 Wo.)HU | Charteintritt: 5. November 2012                                                                |
| 2013 | Igazi hiénák                                   | HU1 Platin · (67 Wo.)HU | Kompilation Charteintritt: 4. November 2013                                                    |
| 2013 | A legjobb méreg                                | HU1 Gold · (110 Wo.)HU | Erstveröffentlichung: 22. Dezember 1992 Charteintritt: 4. November 2013                        |
| 2013 | Punk & Roll                                    | HU6 Gold · (116 Wo.)HU | Erstveröffentlichung: 14. Oktober 1990 Charteintritt: 4. November 2013                         |
| 2014 | Urai vagyunk a helyzetnek                      | HU1 ×6Sechsfachplatin · (107 Wo.)HU | Charteintritt: 13. Oktober 2014                                                                |
| 2015 | Jubileum 25 (Főnix Koncert)                    | HU1 ×5Fünffachplatin · (76 Wo.)HU | Livealbum Charteintritt: 9. November 2015                                                      |
| 2016 | Három rohadék rockcsempész - A huszonötödik év | HU1 ×3Dreifachplatin · (92 Wo.)HU | Charteintritt: 9. Mai 2016                                                                     |
| 2016 | Dolgozzátok fel!                               | HU1 ×8Achtfachplatin · (106 Wo.)HU | Doppel-CD mit Coverversionen Charteintritt: 21. November 2016                                  |
| 2016 | Dolgozzátok fel! (Mások dalai tőlünk)          | HU31 (1 Wo.)HU | Coverversionen: Tankcsapda spielen fremde Song Charteintritt: 21. November 2016                |
| 2016 | Dolgozzátok fel! (A mi dalaink másoktól)       | HU33 (1 Wo.)HU | Coverversionen: Andere Interpreten spielen Tankcsapda-Songs Charteintritt: 21. November 2016   |
| 2017 | Aréna Koncert                                  | HU1 ×2Doppelplatin · (88 Wo.)HU | Livealbum Charteintritt: 15. Dezember 2017                                                     |
| 2018 | 1989–1999                                      | HU1 Platin · (14 Wo.)HU | Kompilation Charteintritt: 16. November 2018                                                   |
| 2018 | 2000–2011                                      | HU3 Platin · (16 Wo.)HU | Kompilation Charteintritt: 16. November 2018                                                   |
| 2018 | 2012–2018                                      | HU1 Platin · (15 Wo.)HU | Kompilation Charteintritt: 16. November 2018                                                   |
| 2019 | Liliput Hollywood                              | HU1 ×4Vierfachplatin · (… Wo.)HU | Charteintritt: 11. Oktober 2019                                                                |

Weitere Veröffentlichungen
- 1989: Baj van!! – Demo
- 1996: ’Cause for Sale
- 2000: Ez az a ház – Maxi
- 2003: Szextárgy – Maxi

### Singles
| Jahr | Titel Album                           | Höchstplatzierung, Gesamtwochen, AuszeichnungChartsChartplatzierungen (Jahr, Titel, Album, Platzierungen, Wochen, Auszeichnungen, Anmerkungen) | Anmerkungen         |
| Jahr | Titel Album                           | HU | Anmerkungen         |
| ---- | ------------------------------------- | --- | ------------------- |
| 2003 | Szextárgy                             | HU1 (81 Wo.)HU |                     |
| 2005 | Ez az a ház Élő Főnix                 | HU9 (2 Wo.)HU |                     |
| 2007 | Rock a nevem Mindenki Vár Valamit     | HU9 (2 Wo.)HU |                     |
| 2013 | 1000 Ördög Rockmafia Debrecen         | HU5 (1 Wo.)HU |                     |
| 2014 | Köpök rátok Urai vagyunk a helyzetnek | HU8 (3 Wo.)HU |                     |
| 2016 | Alföldi gyerek                        | HU17 (1 Wo.)HU |                     |
| 2016 | Fiúk ölébe a lányok                   | HU20 (2 Wo.)HU | featuring Wellhello |
| 2016 | Agyarország                           | HU36 (1 Wo.)HU | featuring Ákos      |
| 2017 | Adjon az ég                           | HU36 (2 Wo.)HU |                     |
| 2018 | Mennyország Tourist                   | HU33 (1 Wo.)HU |                     |
| 2018 | A legjobb méreg                       | HU9 (1 Wo.)HU |                     |
| 2018 | Vagyok olyan szemét                   | HU1 (3 Wo.)HU |                     |
| 2019 | Szevasz öcsém Liliput Hollywood       | HU3 (2 Wo.)HU |                     |
| 2020 | Szüless meg újra                      | HU1 (2 Wo.)HU |                     |
| 2020 | Plasztik József                       | HU10 (1 Wo.)HU |                     |